# China Communications Standards Association
Die China Communications Standards Association (CCSA) ist die chinesische Normungsorganisation mit dem Tätigkeitsbereich aus dem Bereich der Kommunikationstechnik. Die Schwerpunkte liegen im Bereich des Mobilfunksektors und bei IP-Systemen.
Die CCSA ist dem chinesischen Ministry of Information Industry unterstellt und wurde am 18. Dezember 2002 gegründet. Sie ist Mitglied im 3rd Generation Partnership Project (3GPP) und dem (mittlerweile ruhenden) 3rd Generation Partnership Project 2 (3GPP2).
Die CCSA ist in vier Arbeitsgruppen mit folgenden Aufgaben unterteilt:
1. IP-Systeme und Geräte
2. IP-Dienste und Anwendungen
3. Themen aus der Kodierungstheorie
4. Neue Technologien und internationale Kommunikationsstandards